# Saint-Nicolas-de-la-Taille
Saint-Nicolas-de-la-Taille és un municipi francès situat al departament del Sena Marítim i a la regió de Normandia. L'any 2007 tenia 1.317 habitants.

## Demografia

### Població
El 2007 la població de fet de Saint-Nicolas-de-la-Taille era de 1.317 persones. Hi havia 460 famílies de les quals 68 eren unipersonals (20 homes vivint sols i 48 dones vivint soles), 156 parelles sense fills, 220 parelles amb fills i 16 famílies monoparentals amb fills.
La població ha evolucionat segons el següent gràfic:
Habitants censats

### Habitatges
El 2007 hi havia 491 habitatges, 462 eren l'habitatge principal de la família, 20 eren segones residències i 9 estaven desocupats. 467 eren cases i 12 eren apartaments. Dels 462 habitatges principals, 416 estaven ocupats pels seus propietaris, 40 estaven llogats i ocupats pels llogaters i 6 estaven cedits a títol gratuït; 5 tenien una cambra, 12 en tenien dues, 38 en tenien tres, 139 en tenien quatre i 268 en tenien cinc o més. 415 habitatges disposaven pel capbaix d'una plaça de pàrquing. A 152 habitatges hi havia un automòbil i a 288 n'hi havia dos o més.

### Piràmide de població
La piràmide de població per edats i sexe el 2009 era:
| Homes | Edats   | Dones |
| ----- | ------- | ----- |
| 0     | 95 o +  | 0     |
| 0     | 90 a 94 | 0     |
| 0     | 85 a 89 | 0     |
| 4     | 80 a 84 | 8     |
| 20    | 75 a 79 | 24    |
| 16    | 70 a 74 | 12    |
| 12    | 65 a 69 | 24    |
| 16    | 60 a 64 | 28    |
| 32    | 55 a 59 | 8     |
| 44    | 50 a 54 | 64    |
| 56    | 45 a 49 | 36    |
| 28    | 40 a 44 | 36    |
| 48    | 35 a 39 | 40    |
| 32    | 30 a 34 | 32    |
| 24    | 25 a 29 | 36    |
| 16    | 20 a 24 | 16    |
| 16    | 15 a 19 | 60    |
| 44    | 10 a 14 | 28    |
| 24    | 5 a 9   | 52    |
| 28    | 0 a 4   | 16    |

## Economia
El 2007 la població en edat de treballar era de 854 persones, 627 eren actives i 227 eren inactives. De les 627 persones actives 593 estaven ocupades (334 homes i 259 dones) i 34 estaven aturades (15 homes i 19 dones). De les 227 persones inactives 85 estaven jubilades, 68 estaven estudiant i 74 estaven classificades com a «altres inactius».

### Ingressos
El 2009 a Saint-Nicolas-de-la-Taille hi havia 472 unitats fiscals que integraven 1.364,5 persones, la mediana anual d'ingressos fiscals per persona era de 20.464 €.

### Activitats econòmiques
Dels 31 establiments que hi havia el 2007, 1 era d'una empresa alimentària, 1 d'una empresa de fabricació d'elements pel transport, 2 d'empreses de fabricació d'altres productes industrials, 4 d'empreses de construcció, 3 d'empreses de comerç i reparació d'automòbils, 2 d'empreses de transport, 1 d'una empresa d'hostatgeria i restauració, 1 d'una empresa d'informació i comunicació, 1 d'una empresa financera, 3 d'empreses de serveis, 10 d'entitats de l'administració pública i 2 d'empreses classificades com a «altres activitats de serveis».
Dels 6 establiments de servei als particulars que hi havia el 2009, 1 era un taller de reparació d'automòbils i de material agrícola, 2 fusteries, 2 lampisteries i 1 perruqueria.
Dels 3 establiments comercials que hi havia el 2009, 1 era un supermercat, 1 una botiga de més de 120 m² i 1 una botiga de menys de 120 m².
L'any 2000 a Saint-Nicolas-de-la-Taille hi havia 16 explotacions agrícoles que ocupaven un total de 350 hectàrees.

## Poblacions més properes
El següent diagrama mostra les poblacions més properes.